# Emilio Rosini
Emilio Maria Pacifico Rosini (Falconara Marittima, 1º marzo 1922 – Venezia, 5 ottobre 2010) è stato un avvocato e politico italiano.

## Biografia
Emilio Rosini ha ottenuto la laurea in Giurisprudenza all'Università di Bari.
Dal 1951 al 1965 ha presieduto la carica di consigliere del Comune di Padova, e dal 1953 al 1959 ha svolto le mansioni di deputato.
Nel 1966 viene radiato dal Partito Comunista per indisciplina.
Nel 1968 ha insegnato "Scienza delle Finanze e Diritto Fiananziario" all'Università di Urbino.
Nel 1975 presiede la carica di consigliere del Tribunale Amministrativo Regionale (TAR) del Veneto, di cui diventerà presidente nel 1986. Nel 1980 è stato Consigliere di Stato. Nel 1992 ha poi assunto il ruolo di presidente Onorario del Consiglio di Stato.
Dal 1993 al 1997 è stato vicesindaco di Venezia.
È stato inoltre presidente onorario dell'Unione degli Atei e degli Agnostici Razionalisti (UAAR).

## Opere
- L'ala dell'angelo: itinerario di un comunista perplesso, Ed. di Storia e Letteratura, 2003, ISBN 88-8498-162-X.
- Il decentramento finanziario in Italia: premesse per uno studio analitico, CEDAM, 1964, ISBN 88-13-11076-6.
- La Regione Veneto, A. Giuffrè, 1981.
- Le sanzioni amministrative: la giurisdizione ordinaria, A. Giuffrè, 1991, ISBN 88-14-02654-8.
- Il giudice e l'architetto. Opere pubbliche e giustizia amministrativa: il caso della Fenice, Il Poligrafo, 2000, ISBN 88-7115-180-1.